# Chris Mills
Christopher Lemonte Mills, detto Chris (Los Angeles, 25 gennaio 1970), è un ex cestista statunitense, professionista nella NBA.

## Anni della high school
Chris Mills ha frequentato il Highfax High School di Los Angeles, dal 1986 al 1988. Essendo poco più basso di 2 m è stato il centro nel quintetto di partenza per ciascuno dei suoi tre anni da giocatore. È stato un McDonald's All-American nel 1988.

## Il college e lo scandalo
Mills si è laureato all'Università dell'Arizona, dopo essersi trasferito lì dall'Università del Kentucky dopo la stagione 1988-89. In quel periodo Mills è stato al centro di uno scandalo importante che ha coinvolto pagamenti impropri, presumibilmente da un booster britannico. Lo scandalo è scoppiato quando un pacco Emery Worldwide rivolto al padre di Mills è stato aperto e risultavano pagamenti per grosse cifre.

## NBA
È stato selezionato dai Cleveland Cavaliers  come 22a scelta nel NBA Draft del 1993 dove ha giocato per quattro stagioni. in seguito Mills ha giocato per i New York Knicks per la stagione 1997-98 e per i Golden State Warriors per le successive cinque stagioni. È stato un giocatore degli Atlanta Hawks, Boston Celtics e Dallas Mavericks, ma non ha mai giocato una partita per nessuno di loro. È stato un difensore solido come ala e un discreto tiratore . Mills ha anche avuto diversi problemi di salute nella sua carriera che non lo hanno reso un atleta eccellente.
Nel 1999 in una partita contro i Dallas Mavericks dopo una palla contesa, Mills tentò di fare un canestro sul lato sbagliato del campo. Sorprendentemente, il suo tiro è stato stoppato dall'avversario Samaki Walker.

## Fuori dal campo
Mills ha registrato un singolo rap  "Sumptin" a Groove To " insieme a diversi giocatori di NBA come Jason Kidd, Cedric Ceballos e J.R. Rider nell'album B-Ball's Best Kept Secret pubblicato nel 1994 Ha anche recitato nel 1998 nel film "Da Game of Life" interpretando un giocatore di basket chiamato Smooth.

## Statistiche

### College
| Anno      | Squadra           | PG  | PT | MP   | TC%  | 3P%  | TL%  | RP  | AP  | PRP | SP  | PP   |
| --------- | ----------------- | --- | -- | ---- | ---- | ---- | ---- | --- | --- | --- | --- | ---- |
| 1988-1989 | Kentucky Wildcats | 32  | 32 | 35,1 | 48,4 | 31,5 | 71,3 | 8,7 | 2,9 | 1,4 | 0,8 | 14,3 |
| 1990-1991 | Arizona Wildcats  | 35  | -  | 29,3 | 51,9 | 34,4 | 74,6 | 6,2 | 1,9 | 0,8 | 0,5 | 15,6 |
| 1991-1992 | Arizona Wildcats  | 31  | 31 | 31,7 | 50,6 | 31,5 | 77,7 | 7,9 | 2,4 | 1,2 | 0,3 | 16,3 |
| 1992-1993 | Arizona Wildcats  | 28  | 28 | 31,1 | 52,0 | 48,3 | 83,6 | 7,9 | 1,9 | 1,1 | 0,5 | 20,4 |
| Carriera  | Carriera          | 126 | 91 | 31,8 | 50,8 | 37,5 | 76,7 | 7,6 | 2,3 | 1,1 | 0,5 | 16,5 |

### NBA

#### Regular Season
| Anno      | Squadra             | PG  | PT  | MP   | TC%  | 3P%  | TL%  | RP  | AP  | PRP | SP  | PP   |
| --------- | ------------------- | --- | --- | ---- | ---- | ---- | ---- | --- | --- | --- | --- | ---- |
| 1993-1994 | Cleveland Cavaliers | 79  | 18  | 25,6 | 41,9 | 31,1 | 77,8 | 5,1 | 1,6 | 0,7 | 0,6 | 9,4  |
| 1994-1995 | Cleveland Cavaliers | 80  | 79  | 35,2 | 42,0 | 39,2 | 81,7 | 4,6 | 1,9 | 0,7 | 0,4 | 12,3 |
| 1995-1996 | Cleveland Cavaliers | 80  | 80  | 38,3 | 46,8 | 37,6 | 82,9 | 5,5 | 2,4 | 0,9 | 0,7 | 15,1 |
| 1996-1997 | Cleveland Cavaliers | 80  | 79  | 39,6 | 45,3 | 39,1 | 84,2 | 6,2 | 2,5 | 1,1 | 0,5 | 13,4 |
| 1997-1998 | N.Y. Knicks         | 80  | 29  | 27,3 | 43,3 | 29,2 | 80,4 | 5,1 | 1,7 | 0,6 | 0,4 | 9,7  |
| 1998-1999 | G.S. Warriors       | 47  | 24  | 29,7 | 41,1 | 27,8 | 82,3 | 5,0 | 2,2 | 0,8 | 0,3 | 10,3 |
| 1999-2000 | G.S. Warriors       | 20  | 11  | 32,5 | 42,1 | 26,7 | 81,0 | 6,2 | 2,4 | 0,9 | 0,2 | 16,1 |
| 2000-2001 | G.S. Warriors       | 15  | 8   | 32,9 | 37,2 | 28,0 | 86,1 | 6,2 | 1,2 | 0,6 | 0,3 | 12,0 |
| 2001-2002 | G.S. Warriors       | 66  | 0   | 18,7 | 41,7 | 37,8 | 79,4 | 2,9 | 1,1 | 0,5 | 0,2 | 7,4  |
| 2002-2003 | G.S. Warriors       | 21  | 0   | 12,5 | 36,8 | 28,0 | 88,9 | 2,4 | 1,0 | 0,3 | 0,1 | 4,8  |
| Carriera  | Carriera            | 568 | 328 | 30,4 | 43,2 | 35,1 | 81,7 | 4,9 | 1,9 | 0,7 | 0,4 | 11,2 |

#### Playoffs
| Anno     | Squadra             | PG | PT | MP   | TC%  | 3P%  | TL%  | RP  | AP  | PRP | SP  | PP   |
| -------- | ------------------- | -- | -- | ---- | ---- | ---- | ---- | --- | --- | --- | --- | ---- |
| 1994     | Cleveland Cavaliers | 3  | 1  | 37,3 | 50,0 | 80,0 | 81,8 | 7,7 | 2,7 | 2,3 | 0,3 | 17,0 |
| 1995     | Cleveland Cavaliers | 4  | 4  | 34,8 | 54,1 | 57,1 | 100  | 4,0 | 2,8 | 0,8 | 0,5 | 13,3 |
| 1996     | Cleveland Cavaliers | 3  | 3  | 35,0 | 33,3 | 0,0  | 100  | 5,3 | 1,7 | 0,7 | 0,7 | 7,7  |
| 1998     | N.Y. Knicks         | 9  | 2  | 18,7 | 42,9 | 40,0 | 83,3 | 3,0 | 0,6 | 0,9 | 0,2 | 4,9  |
| Carriera | Carriera            | 19 | 10 | 27,6 | 45,5 | 47,1 | 86,2 | 4,3 | 1,5 | 1,1 | 0,4 | 9,0  |

## Palmarès
- McDonald's All-American Game (1988)
- NCAA AP All-America Third Team (1993)